# Antonio Banderas
José Antonio Domínguez Bandera, známý jako Antonio Banderas, (* 10. srpna 1960 Málaga) je španělský herec, režisér, filmový producent a zpěvák. Nazpíval například píseň „Canción del Mariachi“ s Los Lobos do filmu Desperado, písně do muzikálového filmu Evita, do filmu Shrek 2 s Eddiem Murphym píseň Livin la Vida loca, se zpěvačkou Sarah Brightmanovou nazpíval titulní muzikálovou píseň „The Phantom of the Opera“.
Původně chtěl být fotbalistou, ale ve čtrnácti letech si zlomil nohu a k fotbalu už se nevrátil. Po několika malých divadelních rolích v devatenácti odešel do Madridu. Živil se jako číšník a model, až se dostal do Národního divadla. Zde si ho všiml Pedro Almodóvar a obsadil ho v roce 1982 do Labyrintu vášní.
O pět let později si pod jeho taktovkou zahrál gaye ve snímku Zákon touhy, za jejich další počin, Ženy na pokraji nervového zhroucení, byl nominován na Oscara. Dále následovaly filmy jako Králové mamba, Philadelphia, Interview s upírem, Desperado, Jedna navíc, Evita, Zorro, Spy Kids či Tenkrát v Mexiku.
Nominován byl cenu Tony Award v kategorii nejlepší herec v muzikálu. Má hvězdu na hollywoodském Chodníku slávy.
Z rozvedeného manželství s americkou herečkou Melanií Griffith má dceru Stellu.

## Výběr filmografie
- Uncharted
- Dolittle
- Film roku
- Bolest a sláva
- Hudba ticha
- Altamira
- SpongeBob ve filmu: Houba na suchu
- Expendables: Postradatelní 3
- Kůže, kterou nosím
- Vikingové
- Labyrint vášní
- Zákon touhy
- Ženy na pokraji nervového zhroucení
- Králové mamba
- Philadelphia
- Interview s upírem
- El Mariachi
- Desperado
- Jedna navíc
- Evita
- Zorro: Tajemná tvář
- Legenda o Zorrovi
- Noví mutanti
- Spy Kids 1
- Spy Kids 2: Ostrov ztracených snů
- Spy Kids 3-D: Game Over
- Tenkrát v Mexiku
- Tančím, abych žil
- Čtyři pokoje
- Shrek 2 – hlas kocoura v botách
- Nájemní vrazi